# Hearts of Iron III
Hearts of Iron III é um jogo eletrônico de estratégia com temática de guerra desenvolvido pela Paradox Development Studio e publicado pela Paradox Interactive.
Foi lançado em 7 de agosto de 2009 para o sistema Windows. Uma versão para OS X foi disponibilizada em Virtual Programming em  7 de dezembro de 2009.

## Recepção
Hearts of Iron III inicialmente teve uma recepção mista devido à grande quantidade de bugs no lançamento do jogo. Após atualizações corrigirem muitas dessas falhas, a recepção melhorou, e o jogo recebeu análises geralmente positivas. Em dezembro de 2009, o jogo possuía uma nota média de 77 no Metacritic e 79% no Gamerankings.